# Suffektkonsul
Als Suffektkonsul (lateinisch consul suffectus) bezeichnet man einen Sonderfall des römischen Konsulats, nämlich einen Konsul, der erst im späteren Verlauf eines Jahres gewählt wurde und daher nicht das gesamte übliche Jahr der Wahlperiode im Amt war. Anfangs die Ausnahme, wurde es im Laufe der römischen Geschichte zur Regel, dass im Verlauf eines Jahres mehrere Konsulnpaare amtieren und somit alle Amtsträger außer den ersten beiden des jeweiligen Jahres Suffektkonsuln waren.

## Historische Entwicklung
Normalerweise wurden römische Magistrate für die Dauer eines Jahres gewählt. Wenn ein Magistrat jedoch schon vor Ablauf seines Amtsjahres ausschied oder starb, musste ein suffectus (von sufficere „nachwählen“) gewählt werden. In der Zeit der Römischen Republik kam eine solche Situation selten vor.
Dies änderte sich, als das Konsulat im Prinzipat faktisch seine Bedeutung für die Leitung des Staates verlor. Da die Bekleidung des Konsulats gleichbedeutend mit der Aufnahme in die Nobilität war, blieb das Amt auch nach seiner Entmachtung und dem Ende der res publica libera sehr begehrt: Es ging den Senatoren weniger darum, Konsul zu sein, als vielmehr darum, ein ehemaliger Konsul (Konsular) zu werden; und die Kaiser wussten dies zu nutzen. Bereits in den Wirren des 2. Triumvirats (43–32 v. Chr.) wurde es daher üblich, mehr als ein Paar Konsuln pro Jahr zu wählen. In augusteischer Zeit war es seit 5 v. Chr. gängig, schon im Voraus mehr als ein Paar Konsuln zu bestimmen. Zunächst waren es noch zweimal zwei Paare, die jeweils ein halbes Jahr als Konsul amtierten, Tiberius dagegen ließ fast nie Suffektkonsuln ernennen; später aber wurden es sogar bis zu acht Paare. Seit 14 n. Chr. wurden die Konsuln nicht mehr von der Volksversammlung, sondern vom Senat gewählt; später lag die Entscheidung auch offiziell allein beim Herrscher. Vor allem wenn ein neuer Kaiser an die Macht kam, pflegte er die Ämterwünsche der Senatoren zu befriedigen, nicht zuletzt, um sie sich gefügig zu machen.
Besonders extrem war die Situation in den ersten Regierungsjahren Domitians und Trajans. Aber auch zu anderen Zeiten des Prinzipats wurden die meisten Senatoren, die bis zum Konsulat gelangten, dies als Suffektkonsuln. Bekannte Beispiele sind der Philosoph Seneca, der Historiker Tacitus, der Schriftsteller Plinius der Jüngere, der General Lusius Quietus und die späteren Kaiser Hadrian, Didius Julianus und Septimius Severus. Zwar war das „ordentliche Konsulat“, das jeweils am 1. Januar begann, nach wie vor besonders prestigeträchtig. Grundsätzlich waren aber alle ehemaligen Konsuln – auch die suffecti – nach ihrer Amtszeit Konsulare und konnten diesem Rang entsprechende Positionen – etwa die Stadtpräfektur oder die Statthalterschaft in Asia oder Africa – übernehmen.
Auch zweite und dritte Konsulate konnten bis in die Zeit Trajans durchaus Suffektkonsulate sein. Bis in die Zeit des Kaisers Septimius Severus, der ja selbst Suffektkonsul gewesen war, waren die consules suffecti in amtlicher Verwendung auch noch eponym, so beispielsweise in Militärdiplomen. Cassius Dio (48,35,3) bezeugt noch um 200, während reichsweit zumeist das ganze Jahr nach den beiden ordentlichen Konsuln datiert werde, sei in Rom und Italien durchaus auch die Nennung der Suffektkonsuln üblich. Seit dem frühen 3. Jahrhundert wurde in amtlichen Schriftstücken dann (mit wenigen Ausnahmen) nur noch nach den beiden ersten, den consules ordinarii, datiert. Als wenige Jahrzehnte später ein konsularer Rang keine Zugangsvoraussetzung für wichtige Posten mehr war, verlor das Suffektkonsulat massiv an Ansehen, da es keine Funktion mehr hatte, während das ordentliche Konsulat sein Prestige wahren konnte und auch in der Spätantike noch von allen Kaiser mindestens einmal bekleidet wurde. Es gab aber auch in der Spätantike noch consules suffecti.
Diejenigen Suffektkonsuln, die eindeutig bestimmten Amtsjahren zuzuordnen sind, sind in der Liste der römischen Konsuln aufgeführt.